# Christmas with Boney M.
«Christmas with Boney M.» (англ. Рождество с Boney M.) — не до конца записанный второй рождественский альбом группы Boney M., превращенный в компиляцию. Альбом был выпущен исключительно в Южной Африке, где популярность группы — вопреки остальному миру — в начале 1980-х годов оставалась высокой. Альбом является популярным объектом для коллекционеров творчества Boney M., поскольку включает оригинальную запись «Mother and Child Reunion» в исполнении Рэджи Цибо и группы La Mama. Запись была смикширована заново и был наложен дополнительный вокал для благотворительного сингла 1985 года для Эфиопии, выпущенного фирмой «Frank Farian Corporation». Альбом никогда не был издан на компакт-диске.

## История
После коммерческого провала альбома «Ten Thousand Lightyears» Фрэнк Фариан собрал Лиз Митчелл и нового участника группы Рэджи Цибо, чтобы записать второй рождественский альбом в надежде повторить успех Christmas Album 1981 года. Фариан записал шесть новых песен, прежде чем изменил свои планы, и записал для Рэджи песню «Kalimba De Luna», ставшую настоящим хитом в Италии. Чтобы выиграть от рождественских продаж, Фариан поспешно собрал два сборных альбома «Kalimba de Luna – 16 Happy Songs» и сезонный тематический «Christmas Album», смешав шесть новых рождественских песен с шестью ранее выпущенными. Новые рождественские песни стали доступны для остального мира через два года, когда «Hansa Records» выпустила альбом «The 20 Greatest Christmas Songs».

## Список песен

### Сторона A
1. «O Tannenbaum» (народная, Фрэнк Фариан) — 2:57
2. «Joy to the World» (Лоуэлл Мейсон, Исаак Уоттс) — 2:32
3. «Oh Come All Ye Faithful[англ.]» (народная, Фрэнк Фариан) — 3:41
4. «The First Noel» (Уильям Сэндис[англ.]) — 3:03
5. «Hark the Herald Angels Sing[англ.]» (Феликс Мендельсон, Чарльз Уэсли, Фрэнк Фариан) — 3:03
6. «The Little Drummer Boy» (Кэтрин К. Дэвис, Генри Онорати, Гарии Симеон) — 4:21
7. «Somewhere in the World[англ.]» (Дэвис, Гроу, Кейлхауэр) — 4:38

### Сторона B
1. «Mother and Child Reunion[англ.]» (Пол Саймон) — 4:06
2. «I’m Born Again[англ.]» (Джей, Рулофс) — 3:56
3. «Children of Paradise[англ.]» (Фрэнк Фариан, Джей, Рейам) — 3:30
4. «Ribbons of Blue[англ.]» (Кейт Форси[англ.]) — 3:03
5. «Mary's Boy Child - Oh My Lord[англ.]» (Джестер Хэерстон[англ.], Фрэнк Фариан) — 4:04
6. «Hooray! Hooray! It’s a Holi-Holiday[англ.]» (Фрэнк Фариан, Джей) — 3:09
7. «Auld Lang Syne» (Роберт Бёрнс, народная) — 2:34